# Riebiņi
Riebiņi är en kommunhuvudort i Lettland.   Den ligger i kommunen Riebiņu novads, i den östra delen av landet, 180 km öster om huvudstaden Riga. Riebiņi ligger 139 meter över havet och antalet invånare är 951.
Terrängen runt Riebiņi är platt. Runt Riebiņi är det glesbefolkat, med 9 invånare per kvadratkilometer. Närmaste större samhälle är Preiļi, 7,1 km sydväst om Riebiņi. Omgivningarna runt Riebiņi är en mosaik av jordbruksmark och naturlig växtlighet.